# Bỏng lạnh
Xem thêm: Bỏng nóng
Bỏng lạnh là một dạng bỏng xảy ra khi tiếp xúc với nhiệt độ thấp gây ra sự đóng băng của da hoặc các mô khác. Triệu chứng ban đầu thường là tê. Điều này có thể được theo sau với việc đổi màu với màu trắng hoặc hơi xanh cho da. Sưng hoặc phồng rộp có thể xảy ra sau khi điều trị. Tay, chân và mặt thường bị ảnh hưởng nhất. Các biến chứng có thể bao gồm hạ thân nhiệt hoặc hội chứng khoang.
Những người tiếp xúc với nhiệt độ thấp trong thời gian dài, chẳng hạn như những người đam mê thể thao mùa đông, quân nhân và cá nhân vô gia cư, có nguy cơ cao nhất. Các yếu tố nguy cơ khác bao gồm uống rượu, hút thuốc, các vấn đề về sức khỏe tâm thần, một số loại thuốc và chấn thương trước đó do cảm lạnh. Cơ chế cơ bản liên quan đến chấn thương từ tinh thể băng và cục máu đông trong các mạch máu nhỏ sau khi tan băng. Chẩn đoán dựa trên các triệu chứng. Mức độ nghiêm trọng có thể được chia thành bề ngoài (độ 1 và độ 2) hoặc sâu (độ 3 và độ 4). Quét xương hoặc chụp MRI có thể giúp xác định mức độ tổn thương.
Phòng ngừa bỏng lạnh bằng cách mặc quần áo phù hợp, duy trì hydrat hóa và dinh dưỡng, tránh nhiệt độ thấp và duy trì hoạt động mà không bị kiệt sức. Điều trị bằng cách làm ấm lại vùng bị tổn thương. Điều này chỉ nên được thực hiện khi phản hồi không phải là vấn đề đáng lo ngại. Không nên chà xát hoặc bôi tuyết lên phần bị ảnh hưởng. Việc sử dụng ibuprofen và độc tố uốn ván thường được khuyến nghị. Đối với các chấn thương nặng, iloprost hoặc huyết khối có thể được sử dụng. Phẫu thuật đôi khi là cần thiết. Việc cắt cụt các chi bị bỏng lạnh thường nên trì hoãn trong một vài tháng để cho phép xác định mức độ tổn thương.
Số lượng các trường hợp bỏng lạnh là không rõ. Tỷ lệ có thể lên tới 40% một năm trong số những người leo núi. Nhóm tuổi phổ biến nhất bị ảnh hưởng là những người từ 30 đến 50 tuổi. Bằng chứng về sự bỏng lạnh xảy ra ở người có từ 5.000 năm trước. Bỏng lạnh cũng đã đóng một vai trò quan trọng trong một số cuộc xung đột quân sự. Mô tả chính thức đầu tiên về tình trạng này được Dominique Jean Larrey, một bác sĩ trong quân đội của Napoleon, thực hiện vào năm 1813 trong cuộc xâm lược nước Nga.